# 대니얼 J. 번스타인

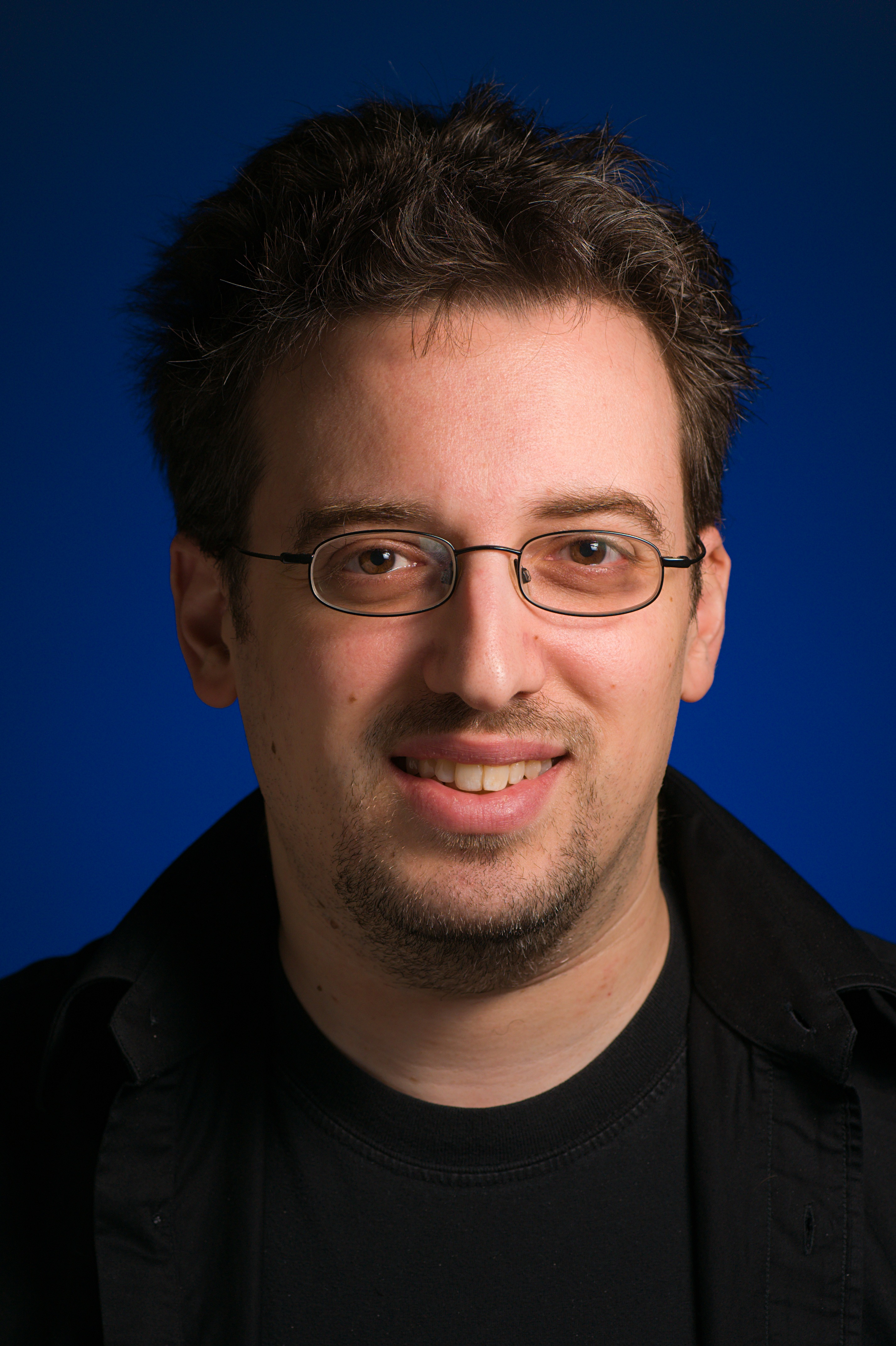

대니얼 J. 번스타인(본명: Daniel Julius Bernstein 또는 djb, 1971년 10월 29일 ~ )은 미국의 독일계 수학자, 암호학자 및 컴퓨터 과학자이다. 그는 보훔 루르 대학교의 CASA 방문 교수이자 일리노이 대학교 시카고의 컴퓨터 과학 연구 교수이다. 그 전에는 에인트호벤 공과 대학교 수학과 컴퓨터 과학과의 객원 교수로 재직했다.

## 교육
2004년 번스타인은 컴퓨터 소프트웨어 보안 과정을 가르쳤고 각 학생에게 공개된 소프트웨어에서 10가지 취약점을 찾아내도록 했다. 25명의 학생은 44개의 취약점을 발견했으며 학급에서는 해당 문제에 대한 보안 권고를 게시했다.

## 같이 보기
- Qmail